# Bonaventura (poète)
Pour les articles homonymes, voir Bonaventura.
Bonaventura est un poète romantique allemand connu par un unique ouvrage, Les Veilles (titre original allemand : Nachtwachen), paru en 1804.
Son identité reste inconnue mais l'Encyclopædia Universalis cite plusieurs identités possibles : Friedrich Wilhelm Joseph von Schelling, Jean Paul, Friedrich Schlegel, Clemens Brentano, E. T. A. Hoffmann et Gotthilf Heinrich Schubert.
La notice cite également les écrivains Friedrich Gottlob Wetzel et Ernst August Friedrich Klingemann ainsi qu'une femme, Caroline Schlegel-Schelling.
Dans une lettre adressée à Thiériot le 14 janvier 1805, Jean Paul indique reconnaître avec certitude la plume de Schelling, lequel ayant déjà publié sous ce nom peu de temps avant la parution des Veilles.

## Les Veilles

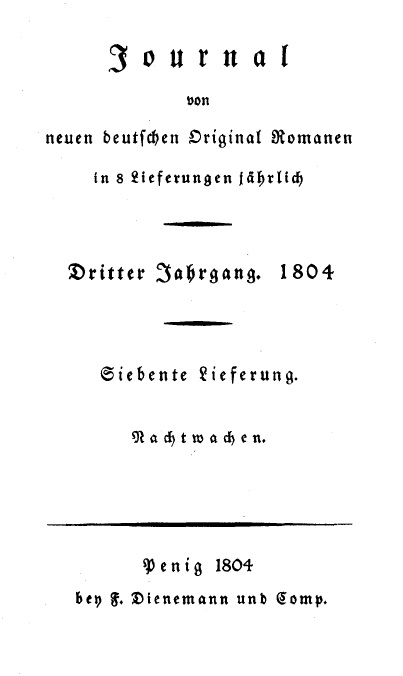
Page de titre de l'édition originale des Veilles (1804).

Parues en 1804, Les Veilles se composent de seize chapitres, ou seize « veilles », au cours desquelles un veilleur de nuit pessimiste et également poète, disserte de sa propre biographie et de ce qu'il a vécu comme expériences de vie. Les seize veilles se composent de récits, discours, monologues, réflexions philosophiques, lettres d'amour ou d'adieu, mais aussi de textes de fiction, le tout entrecoupé de nombre de digressions. L'ensemble souligne la grande lucidité du personnage.
L'œuvre, même si elle est déroutante, se rattache au romantisme allemand dont elle présente de profondes caractéristiques, notamment en mettant en scène le nihilisme poétique de Jean Paul.

## Éditions
- Les Veilles (traduites par Jean-Claude Hémery), in Romantiques allemands, tome II, Paris, Gallimard, coll. "Bibliothèque de la Pléiade", n° 246, 1973, pp. 1-120 et 1563-1574.
- Les Veilles (traduites par Nicole Taubes), Paris, Éditions José Corti, collection romantique, n° 44, 1994, 344 p. (précédé de Pierre Péju, Ronde de Nuits, pp. 7-80.  (ISBN 2714305024)